# 世界保健機関
世界保健機関（せかいほけんきかん、英: World Health Organization、仏: Organisation mondiale de la santé、略称: WHO・OMS）は、国際連合の専門機関（国際連合機関）の一つであり、人間の健康を基本的人権の一つと捉え、その達成を目的として設立された機関。
1948年設立。本部はスイス・ジュネーヴ。設立日である4月7日は、世界保健デーになっている。シンボルマークは、世界地図をオリーブの葉が取り巻く国際連合旗の中心に、医療の象徴であるアスクレピオスの杖（蛇の巻き付いた杖）をあしらったものである。
WHOでは「健康」を「身体的、精神的、社会的に完全な良好な状態であり、たんに病気あるいは虚弱でないことではない」（WHO憲章前文）と定義しており、非常に広範な目標を掲げている。そのために、病気の撲滅のための研究、適正な医療・医薬品の普及だけでなく、基本的人間要請（basic human needs、BHN）の達成や健康的なライフスタイルの推進にも力を入れている。
略称は英語式（WHO）と仏語式、スペイン語式、ポルトガル語式（OMS）で異なる。日本をはじめ多くの国では英語略称のWHO（ダブリュー・エイチ・オー）が多用される（以下「WHO」と表記する）。

## 歴史
全世界的な公衆衛生や健康に関する最初の国際的機関は、1907年12月に発足した国際公衆衛生事務局である。本部をパリに置いたこの機関は、12カ国が「公衆衛生国際事務局設置に関する千九百七年のローマ協定」に調印することによって発足し、当初はヨーロッパだけを対象としたものだったのが、第一次世界大戦の勃発する1914年までには60カ国が参加するまでになっていた。第一次世界大戦後、発足した国際連盟は国際公衆衛生の専門機関として国際連盟保健機関（League of Nations Health Organization）を発足させたが、国際公衆衛生事務局は原調印国であるアメリカ合衆国が国際連盟に不参加を決めたため、連盟とは別組織のままで存続することとなった。第二次世界大戦後、新たな健康に関する国際機関の設立が提唱され、1946年7月22日に国連経済社会理事会が世界保健機関の憲章を採択。国際連盟保健機関や国際公衆衛生事務局を解散して、1948年4月7日に世界保健機関が設立された。日本は1956年の国際連合加盟に先立つ1951年5月にWHOに加盟した。

### 天然痘の撲滅
WHOの功績の中でももっとも輝かしいものは、天然痘の撲滅に成功したことである。天然痘は非常に高い致死率を持ち世界各地で多大な死者を出した病気であったが、症状が明確に判別できるため対処しやすく、ヒト以外に感染することがないため人間のみの対策で対処でき、さらに種痘による完全な予防法が確立されていたことから、撲滅は原理的には可能であると考えられていた。こうしたことから、1958年に総会でソ連の生物学者ヴィクトル・ジダーノフが提案した「世界天然痘根絶決議」の全会一致の可決で撲滅計画は始まったが、当初は人類すべてへの種痘による撲滅を目指していたため、医療や行政の整っていない発展途上国においては対策が行き届かず、撲滅にはほど遠い状態がつづいていた。そこでよりこの計画を推進するため、1967年には特別予算が組まれるとともに、10年後の1977年までに天然痘を撲滅させることが明確に謳われた。このときに方針が転換され、流行地域において賞金を懸けることで患者を発見し、患者が見つかるとその患者に接触した人物を根こそぎ調べ上げて徹底的にその周囲で種痘を行う、いわゆる封じ込め政策へと移行した。このとき、世界には天然痘の患者が1000万から1500万人いると推定されていた。しかし、この封じ込め政策は功を奏し、患者数は激減していった。1970年代に入ると南アジアと南アメリカで相次いで撲滅が宣言され、1977年にソマリアで発見された患者を最後に天然痘は地球上から姿を消した。そして、患者が発生しなくなってから3年後の1980年、WHO総会は天然痘の撲滅を正式に宣言した。

### ポリオやその他感染症の撲滅計画
天然痘を撲滅したWHOが次に撲滅の目標に定めたのは急性灰白髄炎（ポリオ）だった。1988年には「世界ポリオ撲滅計画（Global Polio Eradication Initiative）」が開始され、2000年までのポリオ撲滅が謳われた。しかしその後計画は難航し、2018年6月時点ではパキスタン、アフガニスタン、ナイジェリア、コンゴ民主共和国の4か国においてポリオ患者が発生している状態となっている。さらに2018年にはパプアニューギニアでアウトブレイクが起こりプロジェクトが実施されている。このほか、1995年には「アフリカ・オンコセルカ症対策計画（African Programme for Onchocerciasis Control）」が開始され、オンコセルカ症（河川盲目症）の撲滅が進められている。

### 多剤耐性菌について
WHOは2017年2月27日に多剤耐性菌の警戒リストを初めて公開した。このリストによると、最も危険度が高いものとして『アシネトバクター、緑膿菌、エンテロバクター』が挙げられた。その次に危険な物として『ヘリコバクター・ピロリ、サルモネラ』などが挙げられた。WHOは新たな抗生物質の開発を急ぐとともに抗生物質の適切な使用を呼びかけている。

### その他近年の動向
2022年11月21日にパンデミックや感染の集団発生を引き起こす危険性があり優先的に監視すべき病原体の新たなリストを作成すると発表した。また同月28日にはサル痘の英語名称を「mpox（エム痘）」に変更すると発表した。
2025年1月、後述の最大の資金拠出国であるアメリカ合衆国がWHOを離脱した事に伴い、職員の採用を凍結するほか、投資を一時停止し、不要な出張を削減するなど「コスト削減と効率化」を含む対応策を講じる意向を明らかにした。5月、WHOの76部門を半分以下の34部門に減らす組織再編計画を明らかにした。エイズウイルス（HIV）や結核、マラリアなど疾病ごとに分かれていた感染症対策の部門を統合する。事業縮小や職員退職などで年末までに約1億6500万ドル（約240億円）の支出削減を図る。

## 活動内容
- 世界保健機関憲章第1条「すべての人々が可能な最高の健康水準に到達すること」を目的とする。
- 情報の収集公開や国際基準の設定（国際疾病分類（ICD）の作成など）。
- 多国間協力の推進。
- 災害時緊急対策。
- 感染症対策（痘瘡根絶・拡大予防接種対策）。
- 都市に住む人の健康を守り、生活の質を向上させるため、WHO健康都市に対する取り組みの推進。

## 世界保健機関が定義・統計・公開している指標項目
2019年5月時点で、世界保健機関は保健・医療に関する、人的資源の指標（医師、歯科医師、看護師、薬剤師、メディカル・ソーシャル・ワーカーなど）、物的資源の指標（病院・病床、介護施設・介護床、訪問医療事業者・介護事業者、医療器具、医薬品、上水道・下水道など）、経済財政資源の指標（GDPに対する医療費の比率、医療費の公費負担受益者率、医療費の公費負担率、GDPに対する公費負担医療費率、人口一人当たりの医療費・公費負担医療費）、生命と健康に関する結果指標（年齢別生存率・死亡率（生命表）、病気の種類別の罹病率、死亡原因別の比率、出生時と年齢別の余命（寿命）・健康余命（寿命）など）と、その経年変動に関して、約1,450種類の指標項目を定義し、世界各国の政府と保健医療政策行政機関から報告を受け、世界各国、大陸地域別、世界全体の統計データベースを公開している。指標項目の一部を抜粋して、世界保健公報（World Health Publications）、世界保健統計年次報告書（World Health Statistics）として公開している。

## 組織

地域事務局の管轄地域と所在地
アフリカ（コンゴ・ブラザヴィル）
アメリカ（アメリカ合衆国・ワシントンD.C.）
東地中海（エジプト・カイロ）
ヨーロッパ（デンマーク・コペンハーゲン）
東南アジア（インド・ニューデリー）
西太平洋（フィリピン・マニラ）

WHOの最高意思決定機関は毎年開催される総会である。総会には加盟国すべてが代表を送ることができる。総会においては3分の2の多数によって条約や協定を制定することができる。この条約は加盟国には強制力はないものの、加盟国はたとえ自国の代表が反対した条約でも18か月以内に国内での採択に向けて何らかのアクションを起こさなければならない。また、総会においては34カ国の委員を3年任期で執行理事会理事に選出し、これによって構成される執行理事会が総会の執行機関となる。また、常設の事務局があり、総会の議決に基づき通常業務を行う。事務局長がWHOのトップとなる。事務局長は総会において選出される。WHO全体の職員数は約8,000人である。
2016年5月現在、194の国と地域が加盟している。
右の図のように、世界にアフリカ・アメリカ・東地中海・ヨーロッパ・東南アジア・西太平洋の6つの地域事務局が置かれ、それぞれに管轄地域が与えられている。また重点区域とされている150か国には国事務所が設置されている。

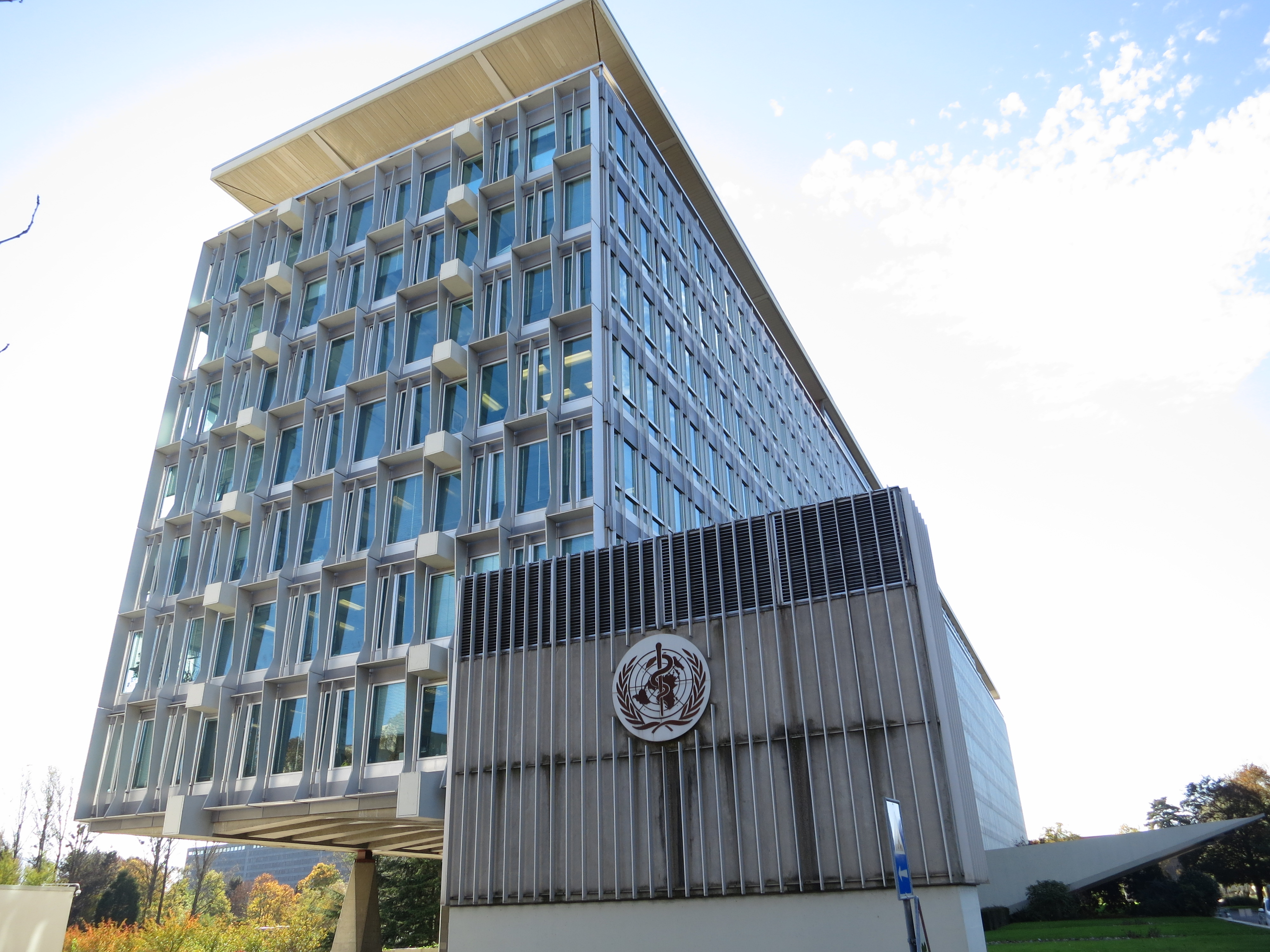
WHO本部（スイス・ジュネーブ）

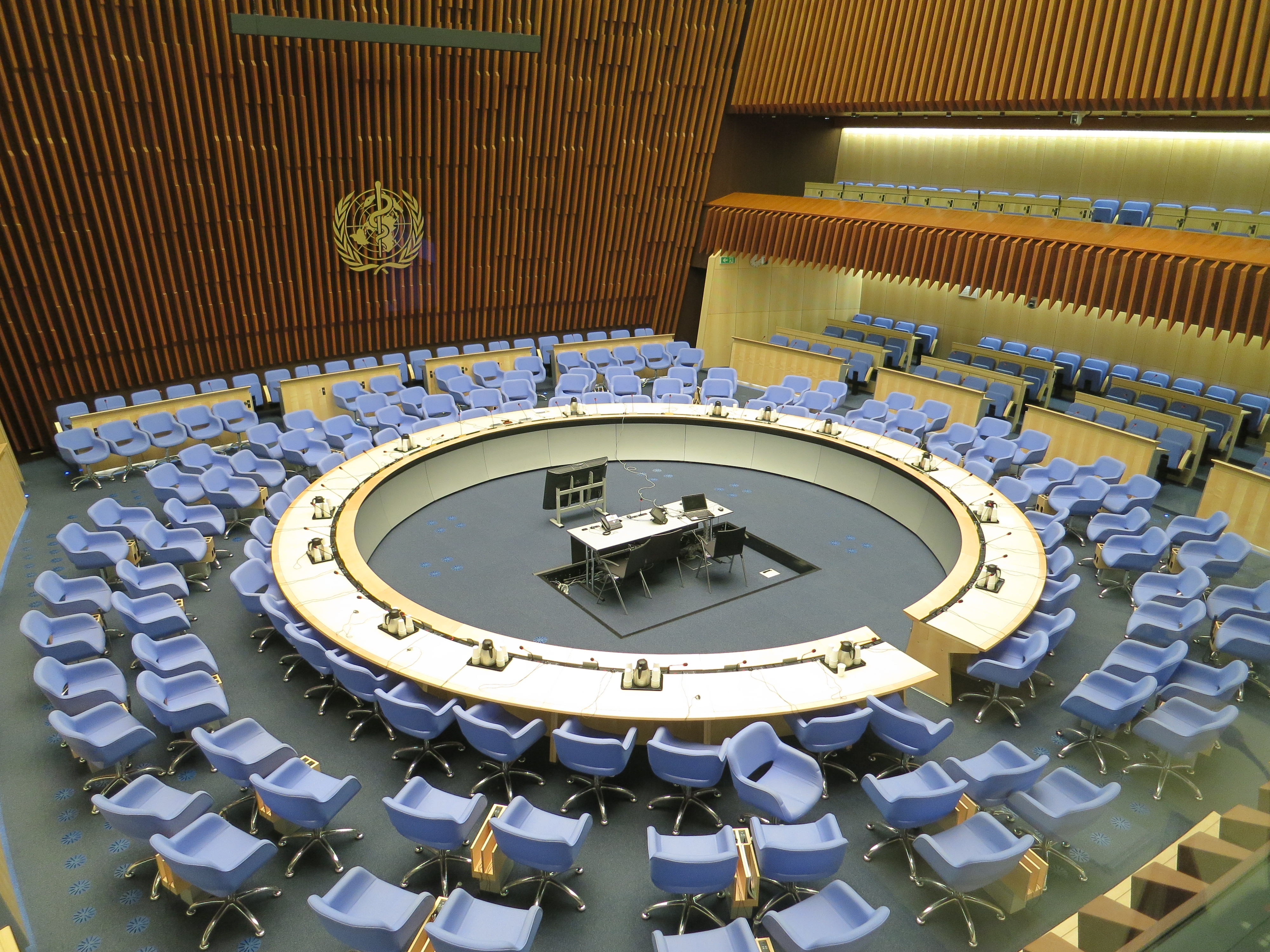
WHO本部の大会議室

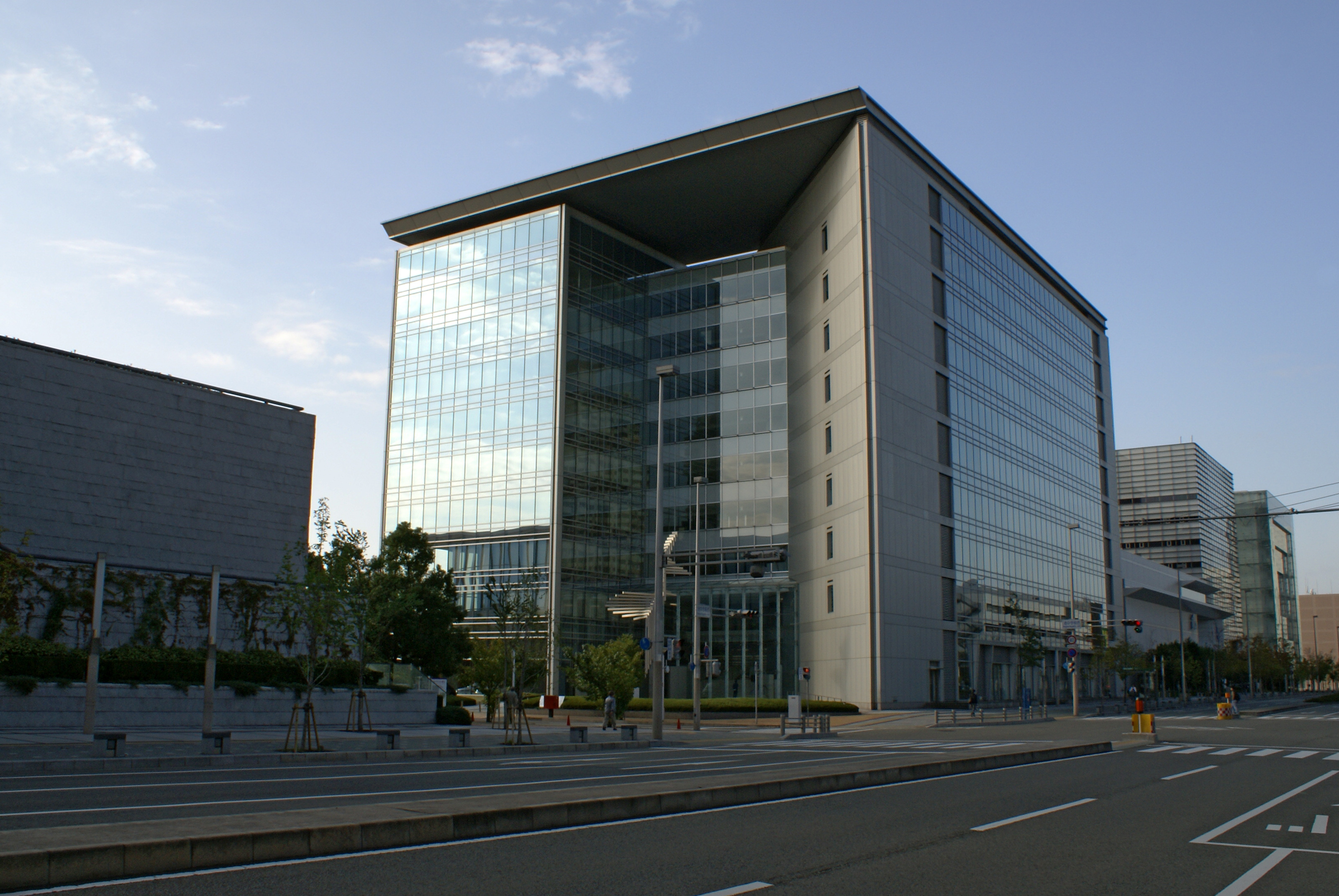
WHO神戸センター

### 歴代事務局長
| 代   | 肖像 | 氏名                             | 就任日        | 退任日        | 出身国/地域  |
| ---- | ---- | -------------------------------- | ------------- | ------------- | ------------ |
| 1    |      | ブロック・チゾム                 | 1948年7月21日 | 1953年7月21日 | カナダ       |
| 2    |      | マルコリーノ・ゴメス・カンダウ   | 1953年7月21日 | 1973年7月21日 | ブラジル     |
| 3    |      | ハルフダン・T・マーラー          | 1973年7月21日 | 1988年7月21日 | デンマーク   |
| 4    |      | 中嶋宏                           | 1988年7月21日 | 1998年7月21日 | 日本         |
| 5    |      | グロ・ハーレム・ブルントラント   | 1998年7月21日 | 2003年7月21日 | ノルウェー   |
| 6    |      | 李鍾郁                           | 2003年7月21日 | 2006年5月22日 | 韓国         |
| 臨時 |      | アンデルス・ノルドストレム       | 2006年5月22日 | 2007年1月4日  | スウェーデン |
| 7    |      | 陳馮富珍（マーガレット・チャン） | 2007年1月4日  | 2017年7月1日  | 香港         |
| 8    |      | テドロス・アダノム               | 2017年7月1日  | （現職）      | エチオピア   |

### 付属機関
WHOは付属機関として、フランスのリヨンにある国際がん研究機関（IARC）や、日本の神戸にあるWHO健康開発総合研究センター（WHO神戸センター、WKC）を持つ。

## 財政
WHOの予算は2年間を会計年度とし、資金は、加盟各国に課され主に事務経費などに使用される分担金と、加盟国や国際機関など各種団体が拠出しWHOの各種プロジェクトに用いられる寄付金によってまかなわれている。寄付金の多くは使用するプロジェクトを指定した上で寄付されるが、使途を指定しない寄付も行われる。2018-2019年度のWHO資金は56億2400万ドルだった。WHO財政の特徴として、分担金はWHO資金のわずか17%を占めるに過ぎず、資金の大半を寄付金が占めることが挙げられる。また、ビル&メリンダ・ゲイツ財団やGAVIアライアンス・国際連合人道問題調整事務所・国際ロータリー・世界銀行といった各種団体の寄付金拠出が大きく、国家の占める割合が相対的に少ないことも特徴である。寄付金のうち、使途指定寄付金はWHO総収入の77%を占めるのに対し、使途の指定されていない寄付金は3%に満たない。
WHOの最大出資者はアメリカ合衆国であり、分担金・寄付金ともに最大である。分担金額は2018-2019年度においてはアメリカ（2億3700万ドル）、日本（9300万ドル）、中国（7600万ドル）の順となっている。これに対し、寄付金額は2018-2019年度においてはアメリカ（6億5600万ドル）、ビル&メリンダ・ゲイツ財団（5億3100万ドル）、イギリス（3億9200万ドル）の順となっている。この両者を総合した出資金額もアメリカ、ビル&メリンダ・ゲイツ財団、イギリスの順となる。中国は分担金額は世界3位となっているが、寄付金額は2018-2019年度で1000万ドルに過ぎないため、総合出資では10位以内に入らない。
一方寄付金の使途としては2018-2019年度においてはポリオ撲滅が9億9000万ドル、26.51%を占めて最も大きい。次いで、基本的な健康・栄養サービスの提供強化が4億5300万ドルで12%、ワクチン関係が3億3500万ドルで8.89%となっている。出資者ごとに重視する事柄は異なり、例えばビル&メリンダ・ゲイツ財団は寄付金のうち約6割をポリオ撲滅に投じているほか、GAVIアライアンスは寄付金の72%をワクチンに投じている。
| No.          | 出資者                              | 分担金 | 寄付金 （使途指定） | 寄付金 （使途指定なし） | 総計 （2年間） | 割合   | 出典   |
| ------------ | ----------------------------------- | ------ | ------------------- | ----------------------- | -------------- | ------ | ------ |
| 1            | アメリカ合衆国                      | 237    | 656                 |                         | 893            | 15.9%  | [ 44 ] |
| 2            | ビル&メリンダ・ゲイツ財団           |        | 531                 |                         | 531            | 9.4%   | [ 45 ] |
| 3            | イギリス                            | 43     | 335                 | 57                      | 435            | 7.7%   | [ 46 ] |
| 4            | GAVIアライアンス                    |        | 371                 |                         | 371            | 6.6%   | [ 47 ] |
| 5            | ドイツ                              | 61     | 231                 |                         | 292            | 5.2%   | [ 48 ] |
| 6            | 日本                                | 93     | 122                 |                         | 214            | 3.8%   | [ 49 ] |
| 7            | 国際連合人道問題調整事務所 (UNOCHA) |        | 192                 |                         | 192            | 3.4%   | [ 50 ] |
| 8            | 国際ロータリー                      |        | 143                 |                         | 143            | 2.5%   | [ 51 ] |
| 9            | 世界銀行                            |        | 133                 |                         | 133            | 2.4%   | [ 52 ] |
| 10           | 欧州委員会                          |        | 131                 |                         | 131            | 2.3%   | [ 53 ] |
| その他出資者 | その他出資者                        | 524    | 1,484               | 103                     | 2,289          | 40.7%  |        |
| 総計         | 総計                                | 957    | 4,328               | 161                     | 5,624          | 100.0% | [ 54 ] |

## 論争となった出来事

### 新型インフルエンザ、パンデミック誤警告と企業癒着問題
2009年から10年にかけての新型インフルエンザの世界的流行に際し、WHOのマーガレット・チャン事務局長は「今、すべての人類が脅威にさらされている」として、新型インフルエンザをすべての人類の脅威とする広報を行った。その後、新型インフルエンザが弱毒性である事が発覚するも、顕著な感染や死亡の被害が著しい事態を想定した警告であるフェーズレベル6/6と警告し、パンデミック（世界的大流行）を宣言した。
しかし初の「国際的に懸念される公衆衛生上の緊急事態」（PHEIC）の対象にまでになった新型インフルエンザは前例のない保健当局と科学者と製薬会社が強力に連携する体制をもたらしたが、実際は他の季節性インフルエンザと大差ないレベルのインフルエンザで被害も小さなものであった。
一連のWHOの誤報への批判が高まり、これを重く見た欧州議会は、パンデミック宣言に至った経緯の調査に踏み出す事態となった。欧州議会のボーダルク前保健衛生委員長は、WHOの宣言は偽のパンデミックであったとして問題提起をしている。WHOの意思決定には製薬会社の意向が大きく影響した可能性が高いとしている。製薬会社は研究所などで働く科学者へ大きな影響力を持っており、この事と今回WHOが広く科学者の意見を求めた事がその影響力を強める原因になったと語っている。一方、新型インフルエンザワクチン製造なども行い、世界最大規模の製薬会社であるグラクソ・スミスクライン社（英国）は、製薬会社がWHOのパンデミック宣言に影響を与えているなどの認識は誤りであるとインタビューに応えている。
2010年1月になるとワクチンが世界的に余剰状態となり、キャンセルや転売が相次ぐ事態となっている。

### IAEAに従属
1959年に結んだIAEAとの規定では、「IAEA（原発推進を掲げている）の許可なしに、放射線の影響における科学論文を公表してはならない」となっている。WHO事務局長であった中嶋宏は、この事について「放射線の影響の研究に関しては、WHOはIAEAに従属している。原子力が健康を従えているのだ」と発言している。

### COVID-19 をめぐる対応の遅れと政治性の指摘
2019新型コロナウイルスによる急性呼吸器疾患の対応をめぐり、流行が始まった2019年12月の時点でヒトからヒトへの感染が起きた可能性があるという報告を台湾から受けていたにもかかわらず、台湾によるWHO総会への参加が認められていないことや情報を国際社会に示さなかったことへの批判がある。この後、WHOによるパンデミック宣言は翌2020年3月11日にまでずれ込み、宣言時にはすでに世界の3分の2の国家に感染が広がり、感染者も11万人を越えていて、早期の押さえ込みはすでに不可能な状況となっていた。この対応の遅れは世界各国の対応の遅れに直結し、膨大な被害を出すこととなった。
WHOは台湾からの通知について、AFP通信の取材に対して「ヒトからヒトへの感染について言及はなかった」と否定した。それを受けて台湾当局は「中国の武漢で非定型の肺炎が少なくとも7例出ていると報道されている。現地当局はSARSとはみられないとしているが、患者は隔離治療を受けている」といった内容が含まれるWHO宛の通知の全文を公開し、「隔離治療がどのような状況で必要となるかは公共衛生の専門家や医師であれば誰でもわかる。これを警告と呼ばず、何を警告と呼ぶのか」と述べ、WHOが台湾の情報を生かしていれば、感染拡大へ早く対処できたと主張した。
2020年4月、アメリカのドナルド・トランプ大統領はCOVID-19をめぐるWHOの一連の対応について「失敗」と評価。また、アメリカから大規模な出資を受けながら「中国中心主義」で、世界に不適切な提言を行っていると批判し、WHOへの拠出金を停止する考えを示した。 同国国務省は「公衆衛生より政治を優先した」と批判した上で「アメリカを含む加盟国はWHOの一連の対応について問題点を検証するべきだ」とした。
トランプ大統領は5月29日のホワイトハウスでの記者会見でWHOが「中国寄り」であることを改めて批判。年間4億5千万ドル規模とされるWHOに対する米国の拠出金を他の保健衛生関連の国際組織に振り向け、WHOとの関係を断絶すると発表し、7月6日には2021年7月6日付でWHOを脱退することを国連に正式通告した。
2021年1月20日にジョー・バイデンが後継の大統領に就任し、その日のうちにWHOからの脱退を撤回する大統領令に署名、また翌21日にはCOVID-19ワクチンを共同購入するための国際的な枠組み(COVAX)への参加を表明するなど、政権交代によってアメリカの姿勢は大きく転換された。しかし2025年1月20日にトランプが再び大統領に就任すると、その日のうちにWHOから脱退することなどを定めた大統領令に署名した。また同年の2月5日には、アルゼンチンもWHOからの脱退を表明した。

## 世界保健機関の制定した国際デー
世界保健機関はいくつかの国際デーを制定しているが、なかでも国際公衆保健デーとして、3月24日の世界結核デー、4月7日の世界保健デー、4月14日の世界シャーガス病デー、4月25日の世界マラリアデー、4月の最終週に行われる世界予防接種週間、5月31日の世界禁煙デー、6月14日の世界献血者デー、7月28日の世界肝炎デー、9月17日の世界患者安全デー、毎年11月18日を含む週に行われる世界抗生物質意識週間、12月1日の世界エイズデーを特に重視している。この国際デーは新たに定められることも多く、2019年には世界患者安全デーが、2020年には世界シャーガス病デーが新たに制定された。

## 世界保健機関に対する顕彰
- メアリー・ウッダード・ラスカー公益事業賞（1976年）
- アストゥリアス皇太子賞（2009年）

## 不祥事
- 2018年から2020年にかけ、職員がコンゴ民主共和国で性的虐待を行っていた問題が浮上。2021年9月28日、事務局長が事実を認めて謝罪した。問題となった職員はエボラ出血熱対策に当たるため、現地採用された職員と各国から派遣されていた職員で、地域住民に仕事を与える見返りとして性交渉を強要するなどの脅しを行っていた[77]。

## 主な出身者
- 山本尚子 - 事務局長補、厚生労働省大臣官房総括審議官。
- 梅内拓生 - ジュネーブ本部感染対策次長、東京大学名誉教授、吉備国際大学学長。
- 根路銘国昭 - インフルエンザ・呼吸ウイルス協力センター長、生物資源利用研究所所長。
- 佐原康之 - ジュネーブ本部シニアアドバイザー、厚生労働省大臣官房総括審議官。
- 尾身茂 - 第5代西太平洋地域事務局事務局長、名誉事務局長。厚生労働省顧問。